# David Agus
David B. Agus (Baltimore, 29 de enero de 1965) es un médico y autor estadounidense.

## Carrera
Agus se desempeña como profesor de Medicina e Ingeniería en la Facultad de Medicina Keck y la Facultad de Ingeniería Viterbi de la Universidad del Sur de California, y Director Fundador y Consejero Delegado del Instituto Lawrence J. Ellison de Medicina Transformadora. También es cofundador de varias empresas de medicina personalizada, y es colaborador de CBS News sobre temas de salud. Ha publicado hasta la fecha cuatro libros.
El campo de especialización de Agus es el cáncer avanzado. Ha desarrollado nuevos tratamientos contra esta enfermedad con la ayuda de fundaciones privadas y organismos como el Instituto Nacional del Cáncer. También ha presidido el Consejo de la Agenda Global sobre Genética del Foro Económico Mundial.

## Obras
- 2012, The End of Illness. Free Press
- 2014, A Short Guide to a Long Life, Simon & Schuster
- 2017, The Lucky Years: How to Thrive in the Brave New World of Health, Simon & Schuster
- 2023, The Book of Animal Secrets: Nature's Lessons for a Long and Happy Life, Simon & Schuster